# جاكوب فريدمان
جاكوب فريدمان (بالإنجليزية: Jacob H. Friedman) (وُلد عام 1905 في نيويورك - وتوفي في 28 يناير 1973 في ذا برونكس) هو طبيب نفسي أمريكي، ويعتبر أحد رواد الطب النفسي للشيخوخة ورئيس أخد المراكز لمكافحة رهاب الزواج. شغل فريدمان منصب أستاذ للطب النفسي في كلية ألبرت أينشتاين للطب ونشر أكثر من مائة ورقة من مراجعات الأقران في مجاله.
أنشأ فريدمان برنامج طب الشيخوخة في مستشفى لبنان في عام 1961، ثم شغل منصب رئيس قسم الطب النفسي العصبي في مستشفى فوردهام. كما ترأس برنامج الطب النفسي للمسنين في مستشفى برونكس الحكومي للطب النفسي.
كانت شهادة فريدمان في المحاكمة المدنية لرسام الكاريكاتير فرانك موسر، المتهم بالإساءة لابن ليندبيرغ خاطف الطفل ريتشارد برونو هوبتمان، حاسمة في الحصول على حكم لأرملة هوبتمان.
تعتبر رسالة «نهاية الطريق» من أشهر الرسالات التي نشرها فردمان، يث جاء فيها:
يتم تقديم تقرير تلك الحالة لتوضيح أهمية خدمة الشيخوخة ووضع برنامج علاجي مناسب في مستشفيات الدولة للصحة النفسية. يمكن أن يلعب هذا العلاج دورًا هامًا في تحقيق أقصى قدر من الارتياح الشخصي والراحة واحترام الذات لكثير من المرضى المسنين، مع حل العديد من المشاكل العاطفية الشديدة في نهاية المطاف.
تخرج فريدمان من كلية المدينة وكلية الطب بجامعة تولين (1929). حصل فريدمان على تدريب إضافي في معهد نيويورك للتحليل النفسي.
تزوج فريدمان من إيدا سيمون، وأنجب منها ابنتين أليس سو عتيل، وإيدا سيلوف.